# Alexandersgatan

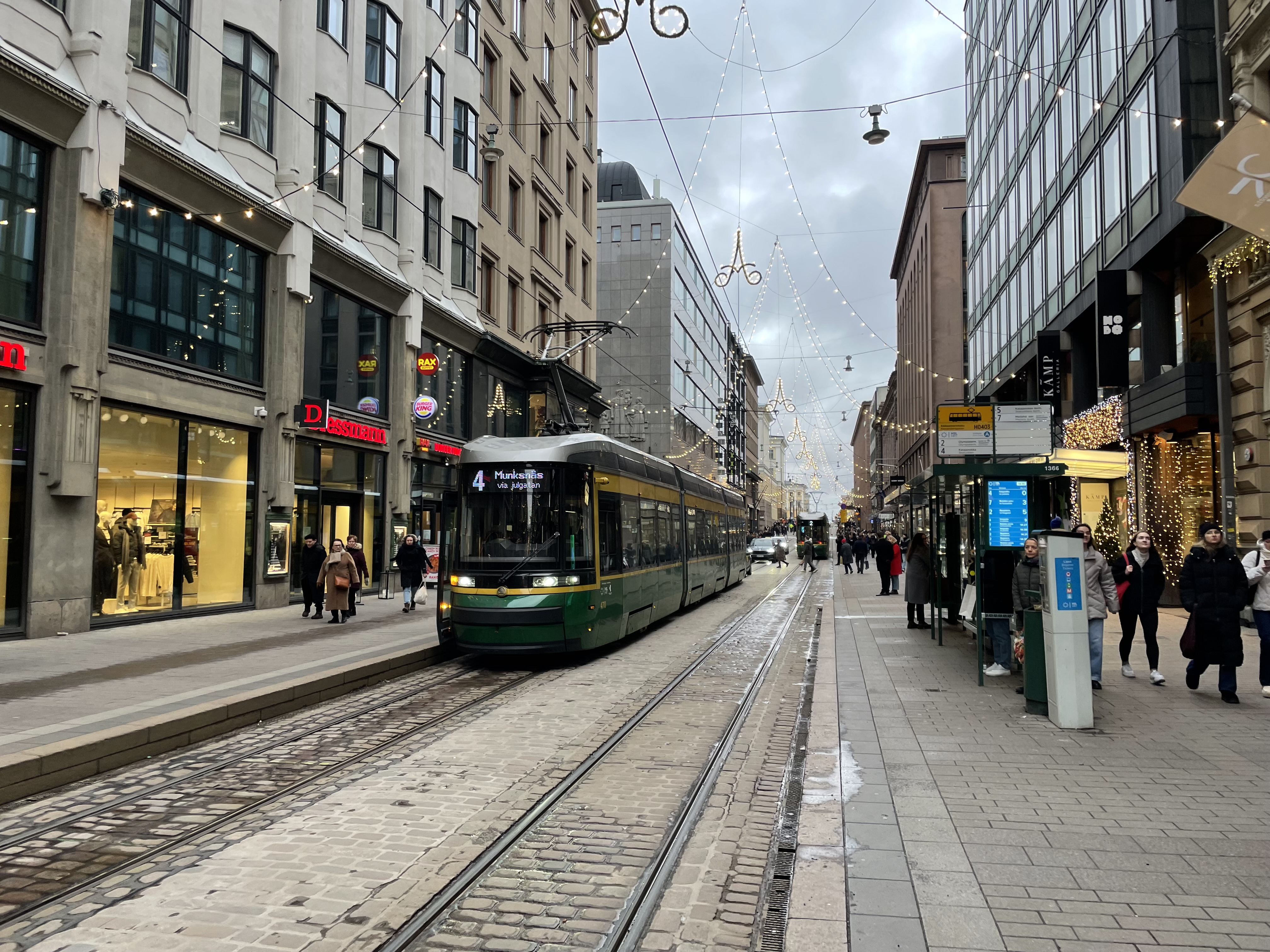
Alexandersgatan i 2024

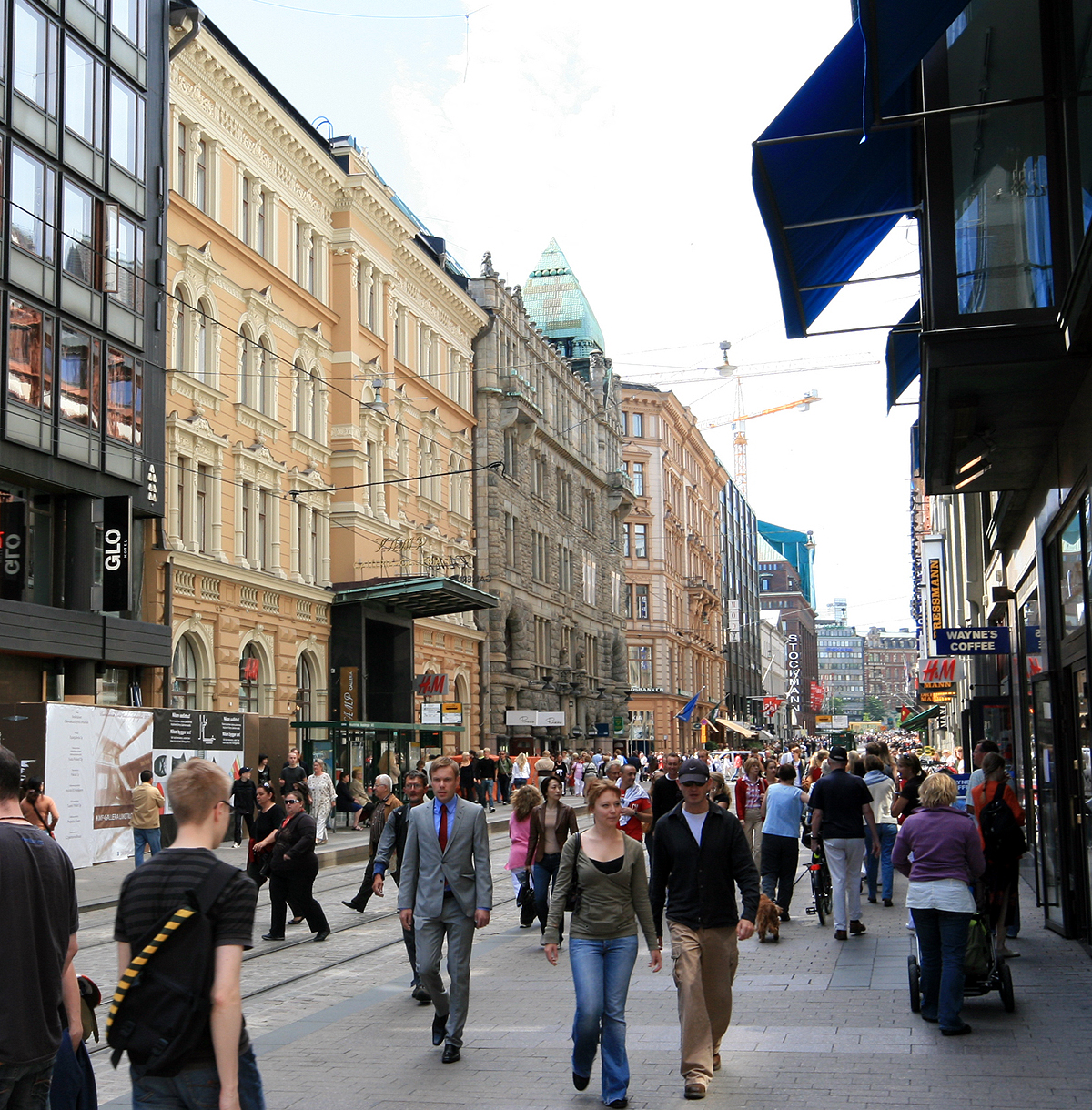
Alexandersgatan i 2007

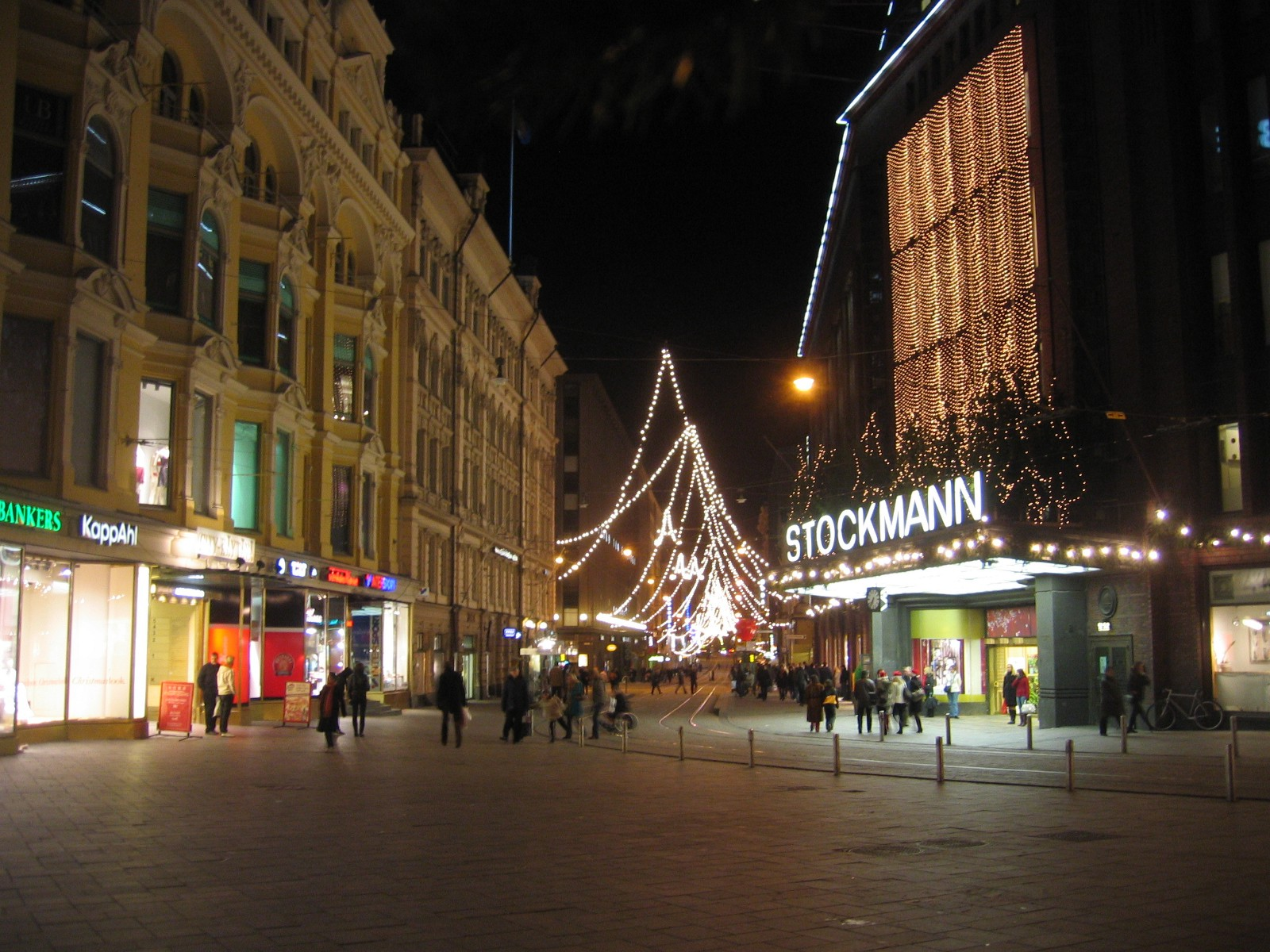
Alexandersgatan i julbelysning 2020

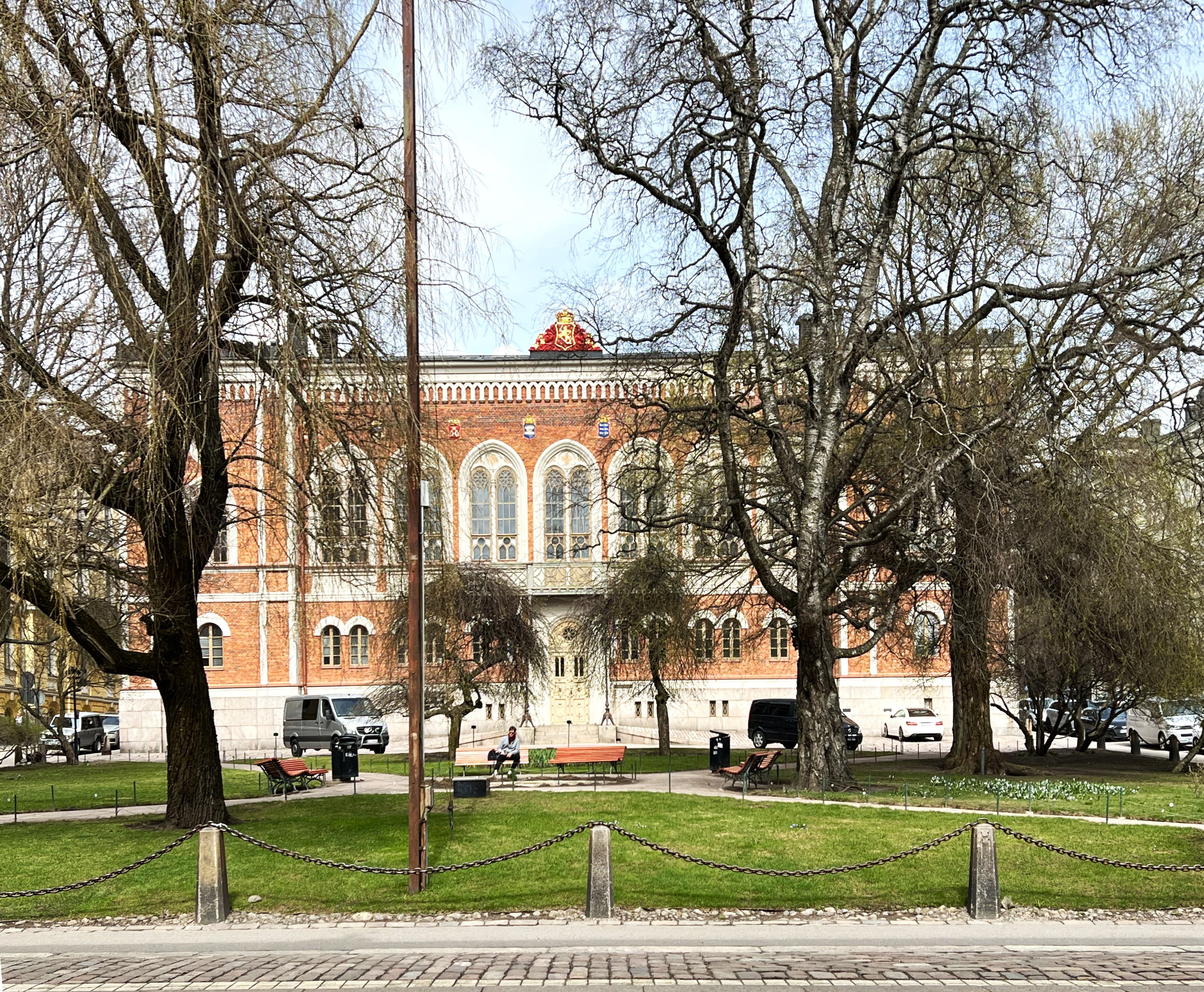
Finlands riddarhus sett från Alexandersgatan

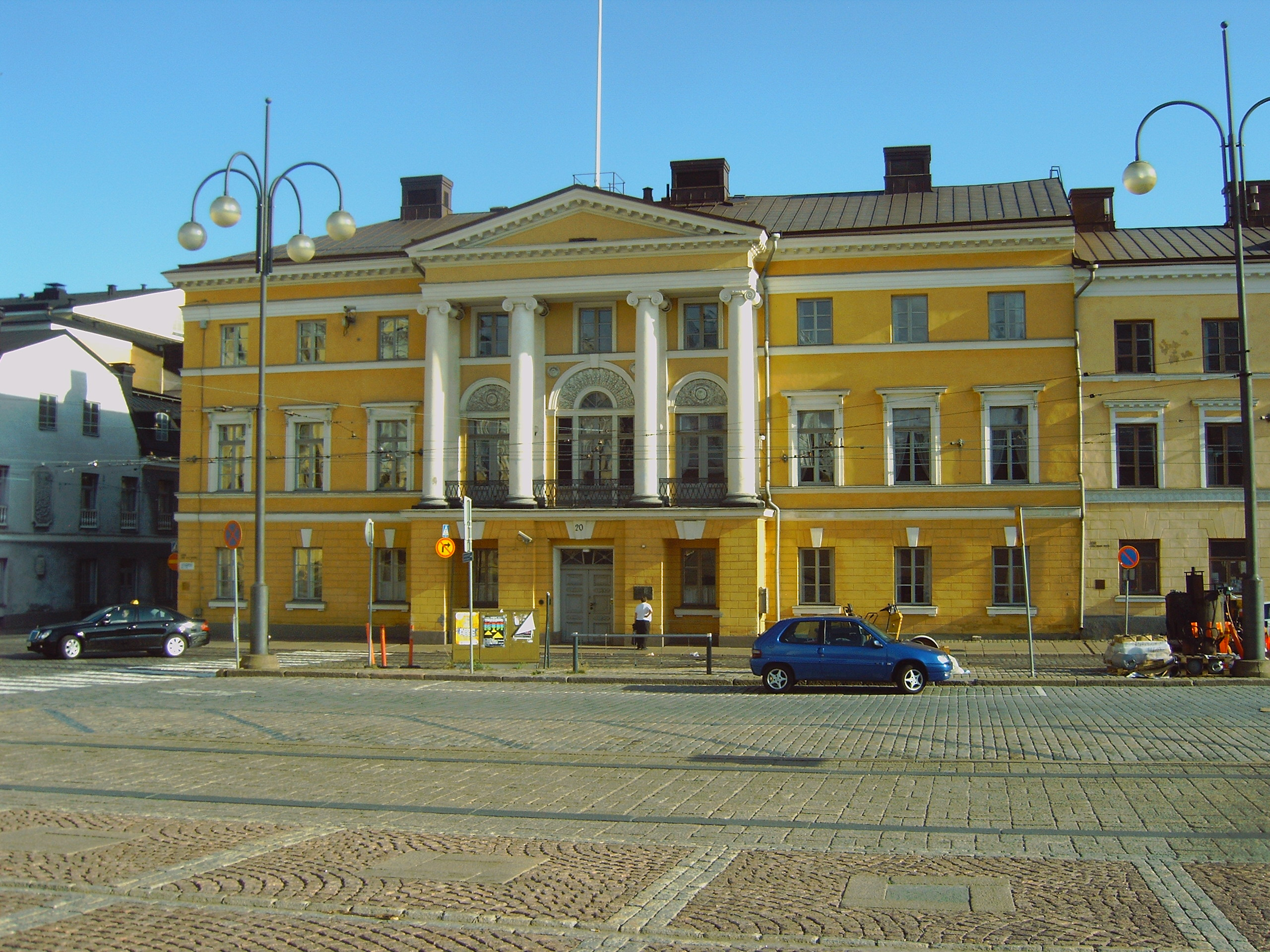
Bockska huset vid Alexandergatan längs Senatstorget

Alexandersgatan, Alexen (finska: Aleksanterinkatu), är en av huvudgatorna i Helsingfors och stadens mest kända affärsgata. Den sträcker sig från Mannerheimvägen via Senatstorget till Norra kajen. Förutom taxibilar har gatan ingen biltrafik men livlig spårvagnstrafik (linjerna 2, 4, 5, 7). Bland annat Stockmann, World Trade Center, Kämp Gallerian och Helsingfors universitets huvudbyggnad ligger vid Alexandersgatan.

## Historik
Under den svenska tiden hette gatan Storgatan och Kungsgatan. Det nuvarande namnet togs i bruk år 1833 och namngavs efter tsar Alexander I av Ryssland. Alexandersgatan har status som Finlands officiella julgata sedan 1947.
Helsingfors första trafikljus installerades den 5 oktober 1951 i korsningen av Mikaelsgatan och Alexandersgatan. De gällde endast fordon.

## Byggnader och platser
Det finns flera betydande byggnader, torg och statyer vid Alexandersgatan. I öster, vid slutet av Alexandersgatan finns Tull- och Packhuset (1765). Byggnaden är snett placerad jämfört med gatan, eftersom den är den enda byggnad som blev klar av en försvarsplan för Helsingfors av Augustin Ehrensvärd. Försvarsplanen innefattade murar och olika byggnader runt staden. Det nygotiska Riddarhuset blev klart år 1862 mellan Mariegatan och Riddargatan. 
Vid Senatstorget finns Statsrådsborgen av C.L. Engel (1822), Helsingfors domkyrka (Engel, 1852), Helsingfors universitets huvudbyggnad (Engel, 1832) och statyn över Alexander II av Ryssland (Walter Runeberg, 1894). På södra sidan av torget finns köpmanshus från 1700- och 1800-talet, bland annat Sederholms hus (1757) som är det äldsta huset i Helsingfors centrum. 
Mellan Senatstorget och statyn Tre smeder är Alexandersgatan Helsingfors mest betydande shoppingstråk. Vid Senatstorgets hörn finns Finska föreningsbankens byggnad (1936) där Nordea finns i dag. Vid Glogatan finns Elantos affärshus som numera är känt som köpcentret Kluuvi. Vid Mikaelsgatan finns det så kallade Lundqvists affärshus (Selim A. Lindqvist, 1900) där varuhuset Aleksi 13 finns. Byggnaden representerar engelsk tegelarkitektur. På den motsatta sidan Alexandersgatan hittas Pohjolas kontor (Gesellius-Lindgren-Saarinen, 1906) i nationalromantisk stil. 
Alexandersgatan slutar vid Tre Smeders plats med statyn Tre smeder (Felix Nylund, 1932). Vid platsen finns Stockmanns varuhus (Sigurd Frosterus, 1930), Tallbergs affärshus (E. Heikel - S. Michailoff, 1899) och Gamla studenthuset (Hampus Dalström, 1870).